# August de Wever
Fredericus Cornelius August de Wever (Nuth, 14 maart 1874 - 21 maart 1947) was een  Nederlandse botanicus en huisarts. Als botanicus heeft hij een belangrijke bijdrage geleverd aan het onderzoek naar en in kaart brengen van de Limburgse flora.

## Korte levensloop
De Wever werd als negende en laatste kind geboren in een apothekersgezin. Net als zijn broer Frans de Wever studeerde hij geneeskunde te Utrecht waar hij in 1902 het artsendiploma behaalde. Hij vestigde zich in het ouderlijk huis te Nuth als huisarts welk beroep hij om gezondheidsredenen na 1939 nog slechts beperkt uitoefende. Hij leefde een teruggetrokken bestaan en bleef ongehuwd.

## Bijdrage aan de botanische wetenschap

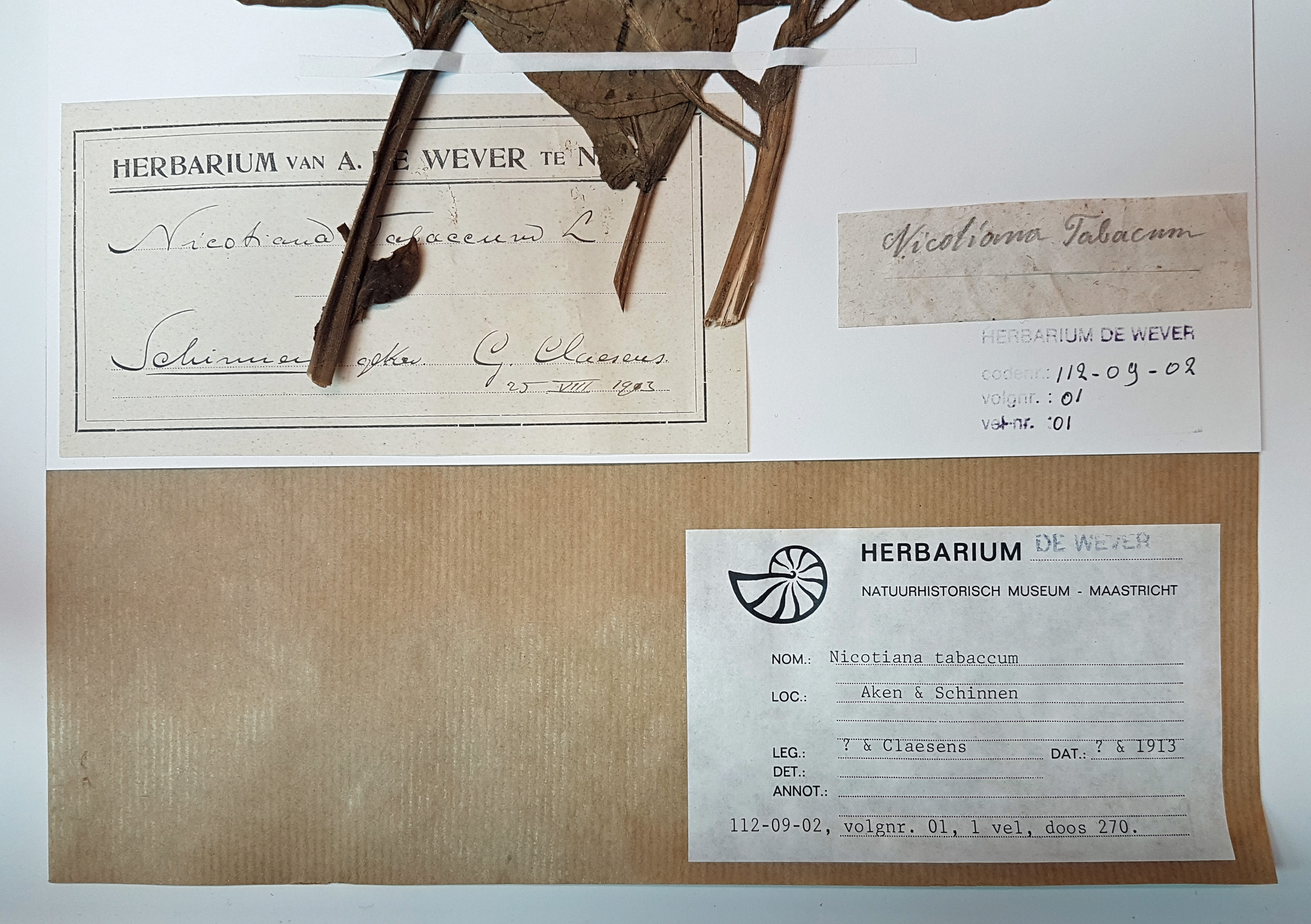
Fragment uit het herbarium van August de Wever uit 1913 (collectie Natuurhistorisch Museum Maastricht)

De interesse voor planten had De Wever ontwikkeld tijdens zijn jeugd, mede door de beroepsmatige belangstelling van zijn vader. Hoewel hij in zijn huisartsenpraktijk weleens gebruik maakte van geneeskrachtige kruiden lag hier niet zijn interesse. Hij richtte zich zuiver op de botanische wetenschap. Als botanicus was De Wever autodidact.
Tussen 1890 en 1943 legde hij een uitgebreide collectie planten aan uit heel Zuid-Limburg. In 1910 richtte hij samen met anderen het Natuurhistorisch Genootschap in Limburg op. Hij nam echter geen deel aan het bestuur van het genootschap, maar richtte zich vooral op het botanisch onderzoek. In 1938 verscheen bij Leiter Nypels in Maastricht zijn uitgave Planten van den Sint Pietersberg. 
Rond zijn huis aan de Stationsstraat in Nuth ontwikkelde hij een parkachtige tuin met een grote verscheidenheid aan planten. Toen het pand 10 jaar na zijn dood werd afgebroken bracht men de planten voor een deel over naar de botanische tuin in Terwinselen en naar de naar de Wever vernoemde tuin van het Natuurhistorisch Museum Maastricht.
De gedroogde plantenverzameling van De Wever, die uiteindelijk 20.000 omslagen met in totaal zo'n 60.000 exemplaren bevatte, wordt door de uitvoerige documentatie als een van de belangrijkste streekherbaria en bron voor onderzoek van de botanie in de regio gezien.

## Waardering
Ter gelegenheid van het 20-jarig bestaan van de plantenstudiegroep van het Natuurhistorisch Genootschap in 1999 werd voor het eerst een naar De Wever vernoemde prijs uitgereikt. De prijs wordt toegekend aan een particuliere organisatie die zich heeft ingezet voor het beheer van natuurterreinen met een hoge botanische waarde. Ze ging in 1999 naar de vrijwilligers van Vrijwillig Natuur- en Landschapsbeheer (VNeL), een groep van het IVN die zich in Limburg bezighoudt met onderhoud van kleine landschapselementen. Ook werd in 1999 een themanummer van het Natuurhistorisch Maandblad aan de botanische nalatenschap van August de Wever gewijd. In Maastricht is de bij het Natuurhistorisch Museum behorende heemtuin naar hem genoemd. In Nuth herinneren de Deweverstraat en het Deweverplein aan de vroegere ligging van villa De Wever met bijbehorend park.

## Biografieën
- Heimans, J. (1947) De Limburgse florist A. de Wever. Natuurhistorisch Maandblad 36: 34-35.
- Mennema, J. (1974) De Wever, een Limburgs botanicus op eenzame hoogte. Natuurhistorisch Maandblad 63: 56-65.
- Nieuwenhoven, P.J., J. Mennema & L.H. Grégoire (1974) Herdenking 100ste geboortedag van Dokter F.C.A. de Wever. Natuurhistorisch Maandblad jrg 64 (3-4).